# Cochamo
Cochamo är en kommun i Chile.   Den ligger i provinsen Provincia de Llanquihue och regionen Región de Los Lagos, i den södra delen av landet, 900 km söder om huvudstaden Santiago de Chile.
I omgivningarna runt Cochamo växer i huvudsak blandskog. Trakten runt Cochamo är nära nog obefolkad, med mindre än två invånare per kvadratkilometer.